# Cchogdu
Cchogdu (dzongkha: ཚོགས་འདུ་; Wylie: tshogs 'du; „Bhútánské velké národní shromáždění“) byl do 31. července 2007 jednokomorový parlament Bhútánu. Měl celkem 150 členů. Přestože je dzongkha národním jazykem Bhútánu, jednacími jazyky používanými v Cchogdu byly dzongkha a nepálština. Jeho nástupcem je dvoukomorový Parlament Bhútánu.

## Historie
V roce 1952 byla zahájena nová etapa bhútánské historie, bylo vytvořeno mnoho nových institucí a na trůn nastoupil nový bhútánský král Džigme Dordže Wangčhug. Král Džigme Dordže Wangčhug otevřel celou zemi okolnímu světu. Jedním z jeho vizionářských cílů bylo v roce 1953 založení Cchogdu (Národního shromáždění Bhútánu). Vznik této instituce byl velmi problematický, lidé nebyli připraveni na zavedení poradních orgánů krále.
Jeho hlavním úkolem bylo:
- diskuze o národních zájmech
- podpora národní prosperity
- rozvoj politického uvědomění

## Organizace úřadu
- Mluvčí - zaujímal nejvyšší místo.
- Zástupce mluvčího
- Tajemník
- Administrativní a finanční část
- Část legislativního vývoje
- Oddělení informační služby
- Oddělení zahraniční politiky

Činnost Národního shromáždění Bhútánu byla regulována Procedurálními směrnicemi Národního shromáždění. Řízení a procedurální správa shromáždění byly velmi unikátní. Veškeré dění bylo provázeno zvykovými a tradičními postupy. Byl zde zachováván zvláštní bonton královského dvora. 